# Zurab Tsiskaridze
Zurab Tsiskaridze (georgiska: ზურაბ ცისკარიძე), född 8 september 1986 i Tbilisi, är en georgisk före detta fotbollsspelare och numera tränare. Tidigare har han spelat för bland annat Superettan-klubben Jönköpings Södra IF.

## Karriär
Tsiskaridze föddes i den georgiska huvudstaden Tbilisi som vid tiden var en del av Sovjetunionen. Under sin tidiga barndom flyttade hans familj från landet och bosatte sig i USA där man fick uppehållstillstånd. Han inledde sin karriär i Brasilien år 2004 och har sedan dess spelat i både Polen, Frankrike, USA, Kanada, Ryssland, Sverige och i Thailand. 
Tsiskaridze skrev inledningsvis på ett kontrakt som sträckte sig över säsongen 2012 med Jönköpings Södra. Efter säsongen skrev han på ett nytt avtal med klubben.
I mars 2017 värvades Tsiskaridze av AFC Eskilstuna, där han skrev på ett tvåårskontrakt med option på ytterligare en säsong. Efter säsongen 2018 gick Tsiskaridze till saudiska Al-Hazem.
I april 2023 blev Tsiskaridze klar för division 2-klubben Husqvarna FF. Efter att varit spelande assisterande tränare under säsongen 2023 blev han inför säsongen 2024 klar som huvudtränare i klubben.